# John Batchelor (missionnaire)
Pour les articles homonymes, voir John Batchelor et Batchelor.
Le révérend John Batchelor D.D., OBE (20 mars 1855 – 2 avril 1944) est un missionnaire anglican envoyé par la Church Mission Society évangéliser le peuple aïnou dans l'île d'Hokkaidō au Japon. Ce peuple est connu en France par l'enquête des Leroi-Gourhan bien qu'ils ne citent pas les travaux de J. Batchelor et par les nombreuses observations de Lapérouse en juillet 1787.

## Biographie
John Batchelor est né à Uckfield, dans le Sussex ; son père, William Batchelor, était tailleur et assistant paroissial. John est le sixième d'une fratrie de onze enfants. Il fait sa scolarité sur place puis, grâce au soutien du révérend E.T Cardale, il part à Londres où il est admis au collège de la Church Missionary Society à Islington.
Le 22 septembre 1875, il part pour Hong Kong avec un groupe de missionnaires. Dès son arrivée, le 11 novembre, il commence à apprendre le chinois, mais le climat trop chaud et humide ne lui convient pas et il attrape la malaria. Son médecin lui conseille de partir au Japon.
Le 31 mai 1877, il embarque pour Yokohama et admire le Mont Fuji pendant la traversée. Il y reste jusqu'au 14 juin et s'embarque pour Hakodate : le voyage dure une semaine par manque de vent. La ville était la plus peuplée de Hokkaido avec ses 20 000 habitants. Il devient élève-prêcheur d'un assistant de Walter Dening. En septembre 1878, il rencontre le gouverneur à Sapporo. Pour apprendre la langue des Aïnous, il s'installe quelques mois dans cette ville et vit avec un Aïnou de Sakhaline. Puis il retourne en décembre à Hakodate apprendre le japonais et rendre visite aux colonies aïnous. Il se lie d'amitié avec un vieux couple d'Aïnous demeurant à Katukimi, au pied du Mont Esan.

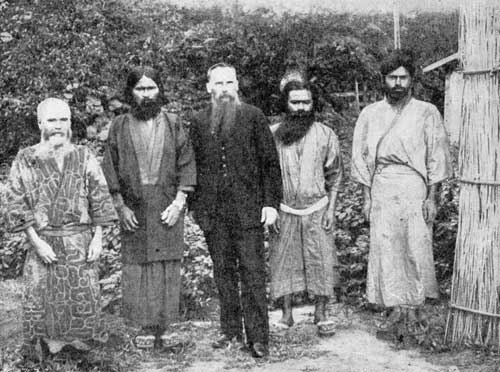
Batchelor et quatre Aïnous

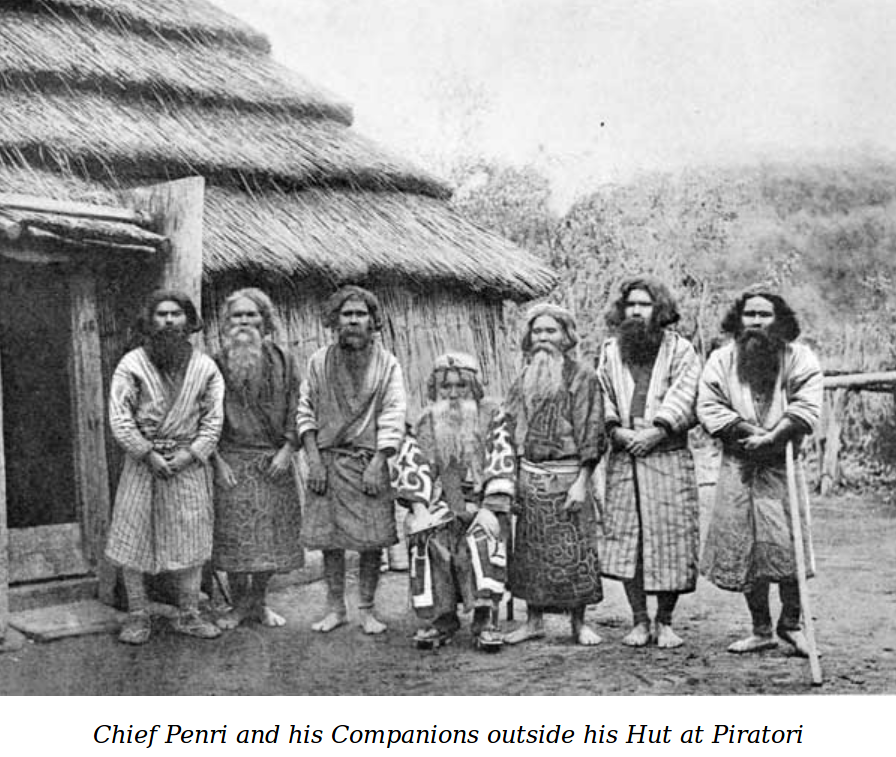
Le chef Perri devant sa case à Piratori

En 1879, Batchelor adhère à la Church Missionary Society. Il rencontre trois Aïnus dans le village d'Usu et se lie avec le riche marchand Tomizo Mukai dont il adoptera une des filles, Yaeko, plusieurs années plus tard. En septembre, il s'installe à Piratori, invité par le chef Perri et continue d'apprendre la langue. Il doit s'adapter, non sans mal, aux conditions de vie locales, à l'alimentation végétarienne et à l'absence d'électricité. En avril 1880, il embarque pour Aomori et s'intéresse à la langue parlée à Tsugaru. À son retour en avril 1881, il constate avec émotion que le chef Perri lui a aménagé une pièce dans sa maison.
En avril 1882, il rentre à Londres travailler dans un collège théologique pendant un an. À son retour à Hakodate, il s'installe à nouveau chez le chef Perri et rédige son premier lexique de 6 000 mots aïnous, tout en commençant à prêcher. Il supporte de plus en plus mal le régime alimentaire et tombe malade.
En 1884, à 29 ans, il épouse Louise Andrewes, représentante de l'église catholique japonaise, qu'il courtisait depuis plusieurs années et qui a treize ans de plus que lui. En janvier 1885, il donne des conférences en langue aïnou à Osaka. Il invite le fils de Yoshizo Kannari à Hakodate, avec l'accord de son père, aux idées progressistes, et lui enseigne le christianisme en échange de cours d'aïnou. Yoshizo se convertit au christianisme ; il est baptisé en décembre. Pour Batchelor, c'est une victoire, la consécration de dix années de vie de missionnaire. En témoignage de gratitude, Yoshizo lui loue un trois-pièces avec cuisine où Batchelor, sa femme et leurs serviteurs s'installent en avril 1886.
En juin 1887, il fait un séjour de six mois à Tokyo où il étudie la théologie. Il est nommé diacre de l'église catholique japonaise.

À son retour, il crée une école à Horobetsu dont il nomme Taro directeur : les élèves apprennent à lire et écrire en aïnou les mathématiques, par le biais du rōmaji ; on leur enseigne aussi la couture et le chant (hymnes). Il existe d'ailleurs actuellement, dans cette ville, des cours d'aïnou. Batchelor repart faire un séjour de six mois à Tokyo pour continuer à étudier la théologie et il est nommé presbyter.

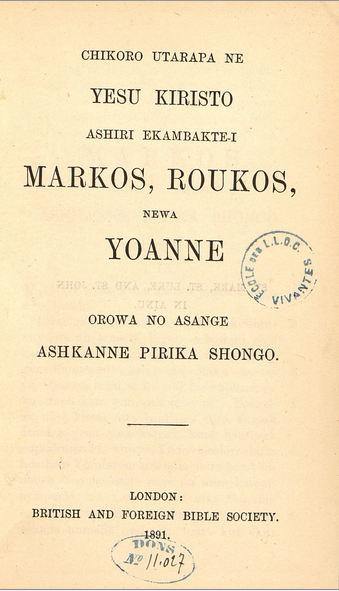
Les trois évangiles

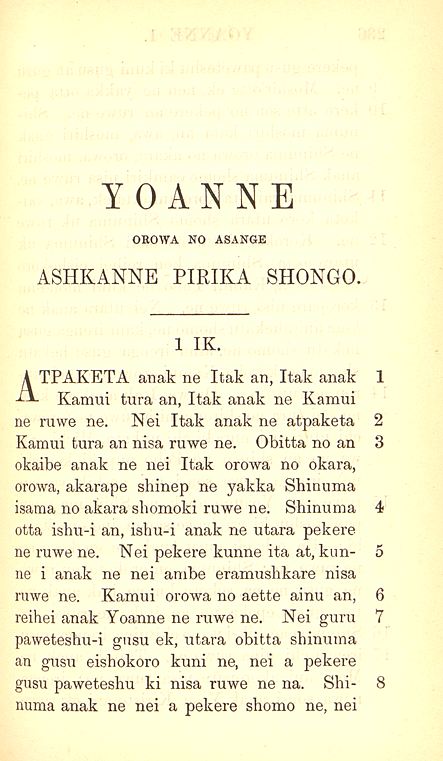
L'évangile selon Jean

En 1889, il publie l'Aïnu japonais en anglais et son dictionnaire trilingue, financé par le bureau gouvernemental d'Hokkaido. C'est la première publication japonaise en Romaji.
En 1890, il fait un séjour en Angleterre pendant lequel il finit de traduire les trois évangiles dits selon Marc, Luc et Jean. En janvier 1892 il déménage à Sapporo où il crée une seconde école à Motomachi dont le principal sera Nettleship ainsi qu'un hôpital accolé à sa maison. Son rôle de médecin est très apprécié de la population. Mais la CMS refuse de financer les frais.
En mai 1895, deux églises sont construites, une à Usu et l'autre à Piratori, où il envoie la missionnaire-infirmière Mary Briant, qui restera vingt-deux ans au Japon. L'année suivante, il publie le Nouveau Testament en aïnou.

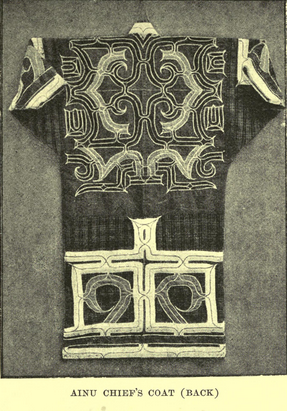
Tunique brodée de chef Aïnou

Il retourne à Londres de décembre 1901 à avril 1902 et publie en anglais The Aïnu and their folklore.
En février 1904, il recrute une dizaine d'Aïnous pour représenter leur civilisation à l'exposition universelle de Saint-Louis organisée par W. J. McGee et Frederick Starr (1858–1933), professeur d'anthropologie à l'Université de Chicago, et pour celle de Londres en 1910.
En octobre 1906, Batchelor et sa femme adoptent la fille de Tomizo Mukai, Yaeko : elle a 22 ans et l'aidera dans ses missions ; elle écrira de nombreux poèmes en langue aïnou. En 1908, après la guerre russo-japonaise, Yaeko accompagne ses parents adoptifs dans l'île de Sakhaline et l'année suivante ils rentrent tous les trois en Angleterre en train via Vladivostok. Pendant son séjour en Angleterre, elle fit une conférence sur le statut des femmes Aïnous qui fit une profonde impression sur son auditoire.
À son retour au Japon, Batchelor se lance dans un projet de pensionnat pour jeunes gens pour les préparer à entrer au collège mais la CMS de Londres refuse encore une fois de financer l'opération et Batchelor démissionne.
En 1918, Batchelor présente au linguiste Kyōsuke Kindaichi la poétesse Kannari Matsu à Horobetsu dans la province d'Iburi qui est alors membre de l'église épiscopale locale jusqu'en 1926. Quand elle prend sa retraite, elle va transcrire son répertoire d'épopées aïnous en dialecte Horobetsu : jusqu'à sa mort en 1961, elle remplit 72 carnets pour Kindaichi et 52 pour son neveu Chiri Mashiho, soit un total de plus de 20 000 pages. Kindaichi publia sept carnets et leur traduction en japonais, de 1959 à 1966.
En octobre 1927, Batchelor publie Ainu Life and Lore en anglais (Kyobunkan publishing house) et l'année suivante son autobiographie (Bunryikusha publishing company). En 1931 son épouse meurt à l'âge de 91 ans : elle est enterrée au cimetière de Maruyama à Sapporo.
Batchelor revient en Angleterre pour la cinquième fois. Puis, à son retour au Japon, il termine son dictionnaire trilingue qu'il publie avec l'aide de Yoshichika Tokugawa.
Il doit revenir définitivement en Angleterre en avril 1944 à cause de la conjoncture politique, en passant par le Canada. Il meurt à l'âge de 89 ans.

## Impact de son travail

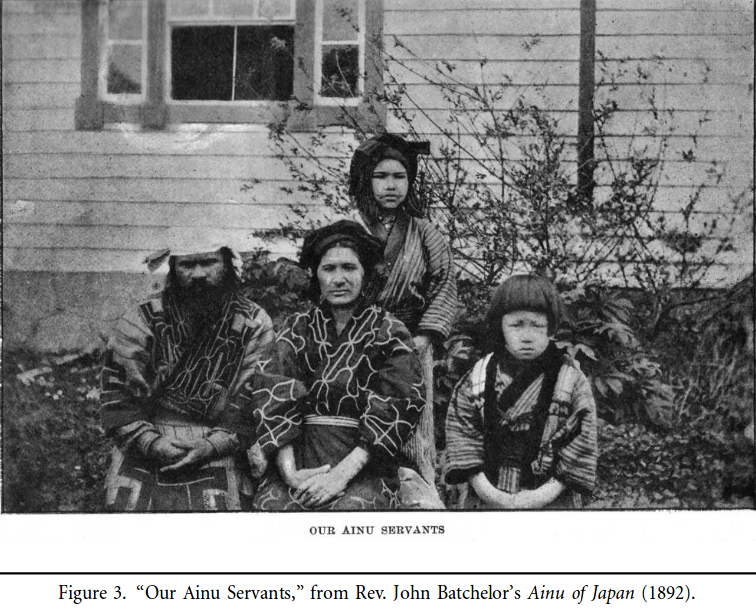
La famille Aïnou au service des Batchelor en 1892

Doté d'une forte empathie, Batchelor a réussi à nouer avec les aborigènes aïnous des relations de confiance et d'estime malgré son statut de missionnaire chrétien. Certes, il s'était engagé à faire connaître le Christ par la prédication complétée par des œuvres caritatives et éducatives ainsi que ses témoignages de vie personnelle. Mais il a, en chemin, contribué à la connaissance d'une langue et d'une culture minoritaires en voie d'extinction ; il est pour beaucoup dans la réhabilitation de la littérature orale et sa survie, comme le prouvent par exemple ses relations avec le linguiste Kyōsuke Kindaichi. En ce qui concerne ses observations sur la vie quotidienne des Aïnous on peut relever que son analyse est souvent précieuse : sa remarque, par exemple, concernant l'usage des moustache lifters pendant les libations, qui semble anecdotique, est corroborée par les anthropologues. Sa description de la fête de l'ours a donné lieu à des comparaisons récentes avec d'autres fêtes de l'ours, par exemple dans la tribu des Olcha.
Il a également réussi à survivre et obtenir le respect des autorités japonaises, ainsi que leur aide notamment éditoriale, pendant plusieurs décennies, en une période particulièrement troublée de l'histoire régionale et internationale et dans un contexte local où une présence occidentale, souvent critique, n'était pas bienvenue.
Comme Thomas Bridges, en dépit des nombreux mois de formation suivie tout au long de sa vie et de ses cinq longs séjours studieux en Angleterre, Batchelor n'a pas bénéficié de la formation linguistique et anthropologique satisfaisante qui lui aurait permis d'éviter les critiques universitaires concernant son œuvre écrite, dictionnaire (réédité quatre fois) et étude du folklore notamment. La controverse concernant l'origine caucasienne des Aïnous a d'ailleurs été particulièrement néfaste, même si elle a attiré les projecteurs des médias sur ce peuple.
Enfin il a pris l'initiative de transcrire en rōmaji la phonétique aïnou, non seulement pour la publication de ses ouvrages, mais aussi pour la pédagogie dans les écoles qu'il a créées.
Récemment, à l'occasion de la conférence « La minorité autochtone aïnoue au Japon » donnée le 3 octobre 2016 à la Maison de la culture du Japon à Paris, l'équipe de la bibliothèque a préparé et mis en ligne un dossier sur ce peuple en signalant qu'elle possède une réédition ancienne du premier véritable dictionnaire de la langue aïnou An Ainu-English-Japanese dictionary par le missionnaire anglais John Batchelor.
La Bibliothèque universitaire des langues et civilisations (BULAC) signale également sur son site qu'elle possède les trois exemplaires des traductions des évangiles de Marc, Luc et Jean (1891) par John Batchelor.

## Publications
- 1887, Chikoro utarapa ne Yesu Kiristo ashiri aeuitaknup (The New Testament of Our Lord and Saviour Jesus Christ), traduit du grec, Yokohama: The Bible Societies' Committee for Japan.
- 1889, An Ainu-English-Japanese Dictionary and Grammar, Tokyo.
- 1891, Chikoro Utarapa ne Yesu Kiristo ashiri ekambakte-i Markos, Roukos, newa Yoanine orowa no asange ashkanne pirika shongo (The New Promise of Our Lord Jesus Christ, the Pure Good News Handed Down to us from Mark, Luke, and John), Londres.
- 1891, Traduction des évangiles de Marc, Luc et JeanPascal Hurth, « L’ainu, une langue isolat d’Asie orientale », sur Le carreau de la BULAC, Bibliothèque universitaire des langues et civilisations, 20 février 2015 (consulté le 8 août 2017).
- 1892, (en) Reverend John Batchelor, The Ainu of Japan : the religion, superstitions, and general history of the hairy aborigines of Japan, Londres, Religious Tract Society, 1892, 348 p. (lire en ligne).
- 1896, Ainu karisia eiwange gusu an inonnoitak oma kambi (The Book of Common Prayer), Londres.
- 1896, Kamui fushko aeuitaknup iyohaichish (The Book of Psalms translated into Ainu), Yokohama.
- 1897, Chikoro utarapa ne Yesu Kiristo ashiri aeuitaknup oma kambi (The New Testament of Our Lord and Saviour Jesus Christ), Yokohama.
- 1901, (en) The Rev. John Batchelor, The Ainu and their folklore, Religious Tract Society, 1901, 642 p. (lire en ligne).
- 1902, Sea-girt Yezo(en) The Rev. John Batchelor, Sea-girt Yezo, Londres, Church Missionary Society, 1902 (lire en ligne).
- 1903, A Grammar of the Ainu Language, Yokohama.
- 1927, Ainu Life and Lore: Echoes of A Departing Race. Tokyo.